# Frédéric Bamvuginyumvira
Frédéric Bamvuginyumvira est un homme politique hutu burundais né le 24 juin 1961. Il est membre du  Front pour la démocratie du Burundi (FRODEBU). Bamvuginyuvira a été vice-président de la République du Burundi du 11 juin 1998 au 1er novembre 2001.

## Biographie
Bamvuginyumvira a été élu représentant de la province de Kirundo à l'Assemblée nationale burundaise lors des élections législatives du 29 juin 1993.
Le 11 juin 1998, il est nommé premier vice-président chargé des affaires politiques et administratives par le président par intérim Pierre Buyoya. Le second vice-président est Mathias Sinamenye. Bamvuginyumvira garde son poste jusqu'à la mise en place d'un gouvernement de transition visant à faire sortir le pays de la guerre civile le 1er novembre avec Domitien Ndayizeye comme unique vice-président.